# Frank « Paddy » Slavin
Frank Patrick Slavin dit Paddy Slavin est un boxeur poids lourd australien né le 5 janvier 1862 à Vacy (en) en Australie et mort le 17 octobre 1929 à Vancouver. Il a été un pionnier de la boxe professionnelle dans son pays, sous la houlette de Larry Foley.

## Carrière sportive
C’est dans des combats à poings nus que Frank Slavin commence tout d’abord sa carrière, dans des villages de mineurs ou des campements de bûcheron du nord de la Nouvelle-Galles du Sud, vers la fin des années 1870.
À partir de 1882, il se met à la boxe conventionnelle, entrainé par Larry Foley. Une dizaine de combats le font champion du Queensland en 1886. Le 1er janvier 1887 a lieu son premier combat à Sydney : il y affronte Bob Fitzsimmons, futur premier triple champion du monde, dans un match en quatre rounds qui tient davantage de l'exhibition, et qui se clôt sans vainqueur. La presse, élogieuse, voit vite en lui un futur vainqueur, et les talents de gros cogneur dont il fait preuve dans les multiples combats qu'il mène cette année-là confirme cette trajectoire.
En 1888, Slavin voyage en Nouvelle-Zélande, où il remporte le titre de champion poids lourds face à Harry Laing, alors invaincu : devant 300 spectateurs, le combat est pourtant mal engagé pour lui, quand au cinquième round un direct dans l’œil gauche du Néo-Zélandais fait basculer le match — que l'arbitre arrêtera au round suivant, vu l'état de Laing.
Huit mois plus tard à Sydney, il devient également champion poids lourds d'Australie, par KO au premier round sur Mick Dooley.
En 1889, Slavin est en tournée en Angleterre et en Belgique : il devient champion d'Angleterre, puis remporte en 1890 la Police Gazette belt face à Joe McAuliffe par KO à la deuxième reprise. L'année suivante dans le New Jersey il conservera ce titre face à Jake Kilrain.
En 1890, le journal National Police Gazette le sacre champion du monde de sa catégorie, bien que John L. Sullivan ait formellement été le tenant du titre : on reproche en effet à celui-ci de refuser de remettre son titre en jeu dans des combats contre des challengers.
Mais à la même époque, un autre poulain australien de Foley fait parler de lui : Peter Jackson, le fils né aux Îles Vierges d'un esclave affranchi, immigré enfant en Australie, se fait un nom en remportant à San Francisco par KO au dix-neuvième round le titre de champion du monde poids lourds « noirs » aux dépens de George Godfrey (en). Les deux hommes se vouent une haine tenace : sans doute le racisme profond de Slavin n'y est-il pas étranger, non plus le fait que les deux hommes soient sortis avec — et se soient battus pour — la même femme,.
Le 30 mai 1892 Paddy Slavin l'affronte pour la première fois sur un ring, à Londres, pour le premier titre du champion du Commonwealth, dans ce qui restera dans les mémoires comme « un des plus grands combats poids lourds qu'on n'ait jamais vu ». Le combat est frénétique, et tour à tour les deux Australiens semblent prendre le dessus. Mais Jackson, plus technique, finit par l'emporter par KO à la dixième reprise. « Les hommes se battirent avec un fair-play merveilleux, et seule leur virilité excéda leur bravoure », résume le journaliste lyrique de The Referee.

## Fin de vie
Cette défaite, peut-être la première véritable de sa carrière, marque terriblement Slavin. Il commence à boire, sa santé et ses performances se dégradent rapidement. Il ne chausse plus les gants pendant deux ans, se fait mettre KO mi 1894 quand il remonte sur le ring, face à Jim Hall. De 1895 à 1897, les résultats de ses quelques combats, aux États-Unis, sont mitigés.
En 1898, Paddy Slavin émigre vers le Yukon au cours de la ruée vers l'or du Klondike. Il y connait une certaine réussite financière, puisqu'on sait qu'il y exploite trente-sept concessions minières en 1899, et que ces investissements dans les mines lui ont rapporté 100 000 dollars.
Il y combat épisodiquement jusqu'en 1907, principalement à Dawson City,.
Pendant la Première Guerre mondiale, il s'enrôle dans le Western Scottish Battalion. Compte tenu de son âge, il est d'abord chargé du recrutement. Il est cependant envoyé au front en 1917, dont il rentre atteint d'obusite après 57 jours dans les tranchées.
Il meurt à Vancouver en 1929 à l'âge de 67 ans.

## Vie privée
Paddy Salvin a épousé en février 1890 Edith Slater. Il a trois enfants, un fils Frank né vers 1892, une fille née vers 1894 et une benjamine venue au monde au Yukon en 1906.

## Postérité
En 2015, Juan Díaz Canales et Rubén Pellejero font de Paddy Slavin un des personnages du premier album de leur reprise des aventures de Corto Maltese, Sous le soleil de minuit.